# Hrabstwo Chippewa (Michigan)
Chippewa – hrabstwo w stanie Michigan w USA. Siedzibą hrabstwa jest Sault Ste. Marie.

## Miasta
- Sault Ste. Marie

## Wioski
- De Tour Village

## Hrabstwo Chippewa graniczy z następującymi hrabstwami
- południowy wschód – hrabstwo Presque Isle
- południe – hrabstwo Mackinac
- zachód – hrabstwo Luce